# Morvant
Morvant es una localidad de Trinidad y Tobago, que forma parte de la región de San Juan-Laventille.

## Geografía
La localidad abarca parte de la isla Trinidad y limita al norte con Romain Lands, Mon Repos, Never Dirty y Febeau Village, al sur con Laventille, al este con Malick y Barataria y al oeste con Upper Belmont y St. Barbs.

## Demografía
Datos demográficos de la localidad de Morvant:
| Gráfica de evolución demográfica de Morvant entre 2000 y 2011 |
|                                                               |